# فرهاد من
فرهاد مَـن (انگلیسی: Farhad Mann) کارگردان فیلم، کارگردان تلویزیونی و فیلم‌نامه‌نویس اهل ایالات متحده آمریکا است. وی چندین فیلم تبلیغاتی هم ساخته‌است.
از فیلم‌ها یا مجموعه‌های تلویزیونی که وی در آن‌ها نقش داشته‌است، می‌توان به ماجراهای مرداک، جین تسکین‌یافته و مرد چمن‌زن ۲: فراتر از فضای مجازی اشاره نمود.